# باشگاه فوتبال هانوی
باشگاه فوتبال هانوی (ویتنامی: Câu lạc bộ Bóng đá Hà Nội) یک باشگاه فوتبال در شهر هانوی در کشور ویتنام می‌باشد که در لیگ برتر فوتبال ویتنام بازی می‌کند. این باشگاه در سال ۲۰۰۶ تأسیس گردید. همچنین این تیم قبلاً با نام هانوی تی‌وتی شناخته می‌شد.
این تیم مسابقات خانگی خود را در ورزشگاه هنگ دی برگزار می‌کند.

## افتخارات
لیگ فوتبال ویتنام:
- قهرمان (۳): ۲۰۱۰، ۲۰۱۳، ۲۰۱۶
- نایب‌قهرمان (۴): ۲۰۱۱، ۲۰۱۲، ۲۰۱۴، ۲۰۱۵

جام ملی ویتنام:
- نایب‌قهرمان (۳): ۲۰۱۲، ۲۰۱۵، ۲۰۱۶

سوپرجام ویتنام:
- قهرمان (۱): ۲۰۱۰
- نایب‌قهرمان (۳): ۲۰۱۳، ۲۰۱۵، ۲۰۱۶

## حضور در مسابقات آسیایی
- ای‌اف‌سی کاپ: ۵ حضور

۲۰۱۱: مرحله گروهی
۲۰۱۵: یک‌چهارم نهایی
۲۰۱۷: مرحله گروهی
۲۰۱۹: فینال منطقه‌ای
۲۰۲۱: نامشخص
- لیگ قهرمانان آسیا: ۵ حضور

۲۰۱۴: مقدماتی ۲
۲۰۱۵: پلی‌آف
۲۰۱۶: پلی‌آف
۲۰۱۷: مقدماتی ۲
۲۰۱۹: پلی‌آف

## اسپانسر لباس‌ها
- ۲۰۰۶–۱۳: گروه تی‌اندتی
- ۲۰۱۴: بی‌اس‌ایچ و اوتران
- ۲۰۱۵: گروه‌تان هوآن مینگ
- ۲۰۱۶: شرکت هوآ بین
- ۲۰۱۷: گروه سیام سمنت

## پیوندهای اضافه
- وب‌گاه رسمی
- صفحه باشگاه در وی-لیگ
- صفحه باشگاه در ساکروی